# Lyman (Misisipi)
Lyman es un lugar designado por el censo del Condado de Harrison, Misisipi, Estados Unidos. Según el censo de 2000 tenía una población de 1.081 habitantes y una densidad de población de 52.4 hab/km².

## Demografía
Según el censo de 2000, había 1.081 personas, 367 hogares y 289 familias residiendo en la localidad. La densidad de población era de 52,4 hab./km². Había 413 viviendas con una densidad media de 20,0 viviendas/km². El 86,22% de los habitantes eran blancos, el 12,49% afroamericanos, el 0,56% amerindios, el 0,28% asiáticos y el 0,46% pertenecía a dos o más razas. El 1,48% de la población eran hispanos o latinos de cualquier raza.
Según el censo, de los 367 hogares en el 42,0% había menores de 18 años, el 63,5% pertenecía a parejas casadas, el 11,7% tenía a una mujer como cabeza de familia y el 21,0% no eran familias. El 16,6% de los hogares estaba compuesto por un único individuo y el 5,2% pertenecía a alguien mayor de 65 años viviendo solo. El tamaño promedio de los hogares era de 2,95 personas y el de las familias de 3,31.
La población estaba distribuida en un 29,5% de habitantes menores de 18 años, un 11,7% entre 18 y 24 años, un 28,0% de 25 a 44, un 23,5% de 45 a 64 y un 7,3% de 65 años o mayores. La media de edad era 33 años. Por cada 100 mujeres había 97,3 hombres. Por cada 100 mujeres de 18 años o más, había 94,9 hombres.
Los ingresos medios por hogar en la localidad eran de 41.786 dólares ($) y los ingresos medios por familia eran 60.714 $. Los hombres tenían unos ingresos medios de 35.114 $ frente a los 26.985 $ para las mujeres. La renta per cápita para la ciudad era de 19.847 $. El 3,7% de la población y el 3,0% de las familias estaban por debajo del umbral de pobreza. El 1,7% de los menores de 18 años y el 27,8% de los habitantes de 65 años o más vivían por debajo del umbral de pobreza.

## Geografía
Según la Oficina del Censo de los Estados Unidos, Lyman tiene un área total de 21,0 km² de los cuales 20,6 km² corresponden a tierra firme y 0,4 km² a agua. El porcentaje total de superficie con agua es 1,73%.